# Arctic Race of Norway 2016
La 4e édition de la course cycliste Arctic Race of Norway a lieu du 11 au 14 août 2016. La course fait partie du calendrier UCI Europe Tour 2016 en catégorie 2.HC.

## Présentation

### Parcours
Le parcours de l'Arctic Race 2016 se situe intégralement dans le comté de Nordland, en Norvège.
La première étape, vallonnée, relie Fauske, ville du grand départ, à Rognan. La deuxième étape, étape de plaine, relie Mo i Rana et Sandnessjøen.
S'en suite une nouvelle étape vallonnée de Nesna au Korgfjellet. La dernière étape part du Cercle polaire arctique sur la commune de Rana pour arriver à Bodø.

### Équipes
Classée en catégorie 2.HC de l'UCI Europe Tour, l'Arctic Race of Norway est par conséquent ouverte aux WorldTeams dans la limite de 70 % des équipes participantes, aux équipes continentales professionnelles, aux équipes continentales norvégiennes, aux équipes continentales étrangères dans la limite de deux, et à une équipe nationale norvégienne.
Vingt-deux équipes participent à cet Arctic Race of Norway- Onze WorldTeams, sept équipes continentales professionnelles et quatre équipes continentales :
| UCI WorldTeams  | UCI WorldTeams | UCI WorldTeams |
| Nom de l'équipe | Pays           | Code           |
| --------------- | -------------- | -------------- |
| Astana          | Kazakhstan     | AST            |
| BMC Racing      | États-Unis     | BMC            |
| Dimension Data  | Afrique du Sud | DDD            |
| FDJ             | France         | FDJ            |
| Giant-Alpecin   | Allemagne      | TGA            |
| IAM             | Suisse         | IAM            |
| Katusha         | Russie         | KAT            |
| Lotto NL-Jumbo  | Pays-Bas       | TLJ            |
| Sky             | Royaume-Uni    | SKY            |
| Tinkoff         | Russie         | TNK            |
| Trek-Segafredo  | États-Unis     | TFS            |

| Équipes continentales professionnelles | Équipes continentales professionnelles | Équipes continentales professionnelles |
| Nom de l'équipe                        | Pays                                   | Code                                   |
| -------------------------------------- | -------------------------------------- | -------------------------------------- |
| Bora-Argon 18                          | Allemagne                              | BOA                                    |
| Direct Énergie                         | France                                 | DEN                                    |
| Fortuneo-Vital Concept                 | France                                 | FVC                                    |
| ONE                                    | Royaume-Uni                            | ONE                                    |
| Stölting Service Group                 | Allemagne                              | SSG                                    |
| Topsport Vlaanderen-Baloise            | Belgique                               | TSV                                    |
| Wanty-Groupe Gobert                    | Belgique                               | WGG                                    |

| Équipes continentales | Équipes continentales | Équipes continentales |
| Nom de l'équipe       | Pays                  | Code                  |
| --------------------- | --------------------- | --------------------- |
| Coop-Øster Hus        | Norvège               | COH                   |
| Joker Byggtorget      | Norvège               | TJB                   |
| Ringeriks-Kraft       | Norvège               | KRA                   |
| Sparebanken Sør       | Norvège               | TSS                   |

### Primes
Les vingt prix sont attribués suivant le barème de l'UCI,. Le total général des prix distribués est de 30 278 €.
| Position           | 1er     | 2e      | 3e      | 4e    | 5e    | 6e    | 7e    | 8e    | 9e    | 10e à 20e |
| Classement général | 6 040 € | 3 040 € | 1 510 € | 757 € | 606 € | 455 € | 455 € | 302 € | 302 € | 152 €     |
| Par étape          | 3 615 € | 1 805 € | 905 €   | 455 € | 365 € | 269 € | 269 € | 180 € | 180 € | 92 €      |
| Par demi-étape     | 2 425 € | 1 235 € | 605 €   | 302 € | 241 € | 186 € | 186 € | 122 € | 122 € | 60 €      |

## Étapes
| Étape     | Date    | Villes étapes                      | type            | Distance (km) | Vainqueur d'étape  | Leader du classement général |
| --------- | ------- | ---------------------------------- | --------------- | ------------- | ------------------ | ---------------------------- |
| 1re étape | 11 août | Fauske – Rognan                    | étape de plaine | 180,5         | Alexander Kristoff | Alexander Kristoff           |
| 2e étape  | 12 août | Mo i Rana – Sandnessjøen           | étape de plaine | 198,5         | Danny van Poppel   | Danny van Poppel             |
| 3e étape  | 13 août | Nesna – Korgfjellet                | étape vallonnée | 160           | Gianni Moscon      | Gianni Moscon                |
| 4e étape  | 14 août | Le centre du cercle polaire – Bodø | étape de plaine | 193           | John Degenkolb     | Gianni Moscon                |

## Déroulement de la course

### 1reétape
| Classement de l'étape | Classement de l'étape | Classement de l'étape | Classement de l'étape | Classement de l'étape |
|                       | Coureur               | Pays                  | Équipe                | Temps                 |
| --------------------- | --------------------- | --------------------- | --------------------- | --------------------- |
| 1er                   | Alexander Kristoff    | Norvège               | Katusha               | en 4 h 10 min 2 s     |
| 2e                    | John Degenkolb        | Allemagne             | Giant-Alpecin         | + 0 s                 |
| 3e                    | Danny van Poppel      | Pays-Bas              | Sky                   | + 0 s                 |
| 4e                    | Moreno Hofland        | Pays-Bas              | Lotto NL-Jumbo        | + 0 s                 |
| 5e                    | Danilo Napolitano     | Italie                | Wanty-Groupe Gobert   | + 0 s                 |
| modifier              |                       |                       |                       |                       |

| Classement général | Classement général  | Classement général | Classement général | Classement général |
|                    | Coureur             | Pays               | Équipe             | Temps              |
| ------------------ | ------------------- | ------------------ | ------------------ | ------------------ |
| 1er                | Alexander Kristoff  | Norvège            | Katusha            | en 4 h 9 min 52 s  |
| 2e                 | Gregory Rast        | Suisse             | Trek-Segafredo     | + 3 s              |
| 3e                 | John Degenkolb      | Allemagne          | Giant-Alpecin      | + 4 s              |
| 4e                 | Andreas Schillinger | Allemagne          | Bora-Argon 18      | + 5 s              |
| 5e                 | Danny van Poppel    | Pays-Bas           | Sky                | + 6 s              |
| modifier           |                     |                    |                    |                    |

### 2eétape
| Classement de l'étape | Classement de l'étape | Classement de l'étape | Classement de l'étape | Classement de l'étape |
|                       | Coureur               | Pays                  | Équipe                | Temps                 |
| --------------------- | --------------------- | --------------------- | --------------------- | --------------------- |
| 1er                   | Danny van Poppel      | Pays-Bas              | Sky                   | en 4 h 46 min 16 s    |
| 2e                    | John Degenkolb        | Allemagne             | Giant-Alpecin         | + 0 s                 |
| 3e                    | Moreno Hofland        | Pays-Bas              | Lotto NL-Jumbo        | + 0 s                 |
| 4e                    | Giacomo Nizzolo       | Italie                | Trek-Segafredo        | + 0 s                 |
| 5e                    | Arnaud Démare         | France                | FDJ                   | + 0 s                 |
| modifier              |                       |                       |                       |                       |

| Classement général | Classement général  | Classement général | Classement général | Classement général |
|                    | Coureur             | Pays               | Équipe             | Temps              |
| ------------------ | ------------------- | ------------------ | ------------------ | ------------------ |
| 1er                | Danny van Poppel    | Pays-Bas           | Sky                | en 8 h 56 min 4 s  |
| 2e                 | John Degenkolb      | Allemagne          | Giant-Alpecin      | + 2 s              |
| 3e                 | Alexander Kristoff  | Norvège            | Katusha            | + 4 s              |
| 4e                 | Adrian Aas Stien    | Norvège            | Joker Byggtorget   | + 5 s              |
| 5e                 | Andreas Schillinger | Allemagne          | Bora-Argon 18      | + 9 s              |
| modifier           |                     |                    |                    |                    |

### 3eétape
| Classement de l'étape | Classement de l'étape | Classement de l'étape | Classement de l'étape | Classement de l'étape |
|                       | Coureur               | Pays                  | Équipe                | Temps                 |
| --------------------- | --------------------- | --------------------- | --------------------- | --------------------- |
| 1er                   | Gianni Moscon         | Italie                | Sky                   | en 4 h 0 min 9 s      |
| 2e                    | Stef Clement          | Pays-Bas              | IAM                   | + 11 s                |
| 3e                    | Oscar Gatto           | Italie                | Tinkoff               | + 24 s                |
| 4e                    | Martin Elmiger        | Suisse                | IAM                   | + 24 s                |
| 5e                    | Odd Christian Eiking  | Norvège               | FDJ                   | + 24 s                |
| modifier              |                       |                       |                       |                       |

| Classement général | Classement général   | Classement général | Classement général | Classement général  |
|                    | Coureur              | Pays               | Équipe             | Temps               |
| ------------------ | -------------------- | ------------------ | ------------------ | ------------------- |
| 1er                | Gianni Moscon        | Italie             | Sky                | en 12 h 56 min 17 s |
| 2e                 | Stef Clement         | Pays-Bas           | IAM                | + 15 s              |
| 3e                 | Oscar Gatto          | Italie             | Tinkoff            | + 30 s              |
| 4e                 | Martin Elmiger       | Suisse             | IAM                | + 34 s              |
| 5e                 | Odd Christian Eiking | Norvège            | FDJ                | + 34 s              |
| modifier           |                      |                    |                    |                     |

### 4eétape
| Classement de l'étape | Classement de l'étape | Classement de l'étape | Classement de l'étape | Classement de l'étape |
|                       | Coureur               | Pays                  | Équipe                | Temps                 |
| --------------------- | --------------------- | --------------------- | --------------------- | --------------------- |
| 1er                   | John Degenkolb        | Allemagne             | Giant-Alpecin         | en 4 h 17 min 40 s    |
| 2e                    | Alexander Kristoff    | Norvège               | Katusha               | + 0 s                 |
| 3e                    | Arnaud Démare         | France                | FDJ                   | + 0 s                 |
| 4e                    | Moreno Hofland        | Pays-Bas              | Lotto NL-Jumbo        | + 0 s                 |
| 5e                    | Danny van Poppel      | Pays-Bas              | Sky                   | + 0 s                 |
| modifier              |                       |                       |                       |                       |

## Classements finals

### Classement général final
| Classement général | Classement général   | Classement général | Classement général          | Classement général  |
|                    | Coureur              | Pays               | Équipe                      | Temps               |
| ------------------ | -------------------- | ------------------ | --------------------------- | ------------------- |
| 1er                | Gianni Moscon        | Italie             | Sky                         | en 17 h 13 min 57 s |
| 2e                 | Stef Clement         | Pays-Bas           | IAM                         | + 15 s              |
| 3e                 | Oscar Gatto          | Italie             | Tinkoff                     | + 30 s              |
| 4e                 | Martin Elmiger       | Suisse             | IAM                         | + 34 s              |
| 5e                 | Odd Christian Eiking | Norvège            | FDJ                         | + 34 s              |
| 6e                 | Sebastián Henao      | Colombie           | Sky                         | + 38 s              |
| 7e                 | Preben Van Hecke     | Belgique           | Topsport Vlaanderen-Baloise | + 41 s              |
| 8e                 | Philippe Gilbert     | Belgique           | BMC Racing                  | + 41 s              |
| 9e                 | Reto Hollenstein     | Suisse             | IAM                         | + 41 s              |
| 10e                | Amaël Moinard        | France             | BMC Racing                  | + 41 s              |
| modifier           |                      |                    |                             |                     |

### Classements annexes
| Classement par points | Classement par points | Classement par points | Classement par points | Classement par points |
| --------------------- | --------------------- | --------------------- | --------------------- | --------------------- |
|                       | Coureur               | Pays                  | Équipe                | Point(s)              |
| 1er                   | John Degenkolb        | Allemagne             | Giant-Alpecin         | 39 points             |
| 2e                    | Alexander Kristoff    | Norvège               | Katusha               | 35 pts                |
| 3e                    | Danny van Poppel      | Pays-Bas              | Sky                   | 32 pts                |
| modifier              |                       |                       |                       |                       |

| Classement de la montagne | Classement de la montagne | Classement de la montagne | Classement de la montagne | Classement de la montagne |
| ------------------------- | ------------------------- | ------------------------- | ------------------------- | ------------------------- |
|                           | Coureur                   | Pays                      | Équipe                    | Point(s)                  |
| 1er                       | Tom Van Asbroeck          | Belgique                  | Lotto NL-Jumbo            | 12 points                 |
| 2e                        | Carl Fredrik Hagen        | Norvège                   | Sparebanken Sør           | 7 pts                     |
| 3e                        | Andreas Schillinger       | Allemagne                 | Bora-Argon 18             | 6 pts                     |
| modifier                  |                           |                           |                           |                           |

| Classement du meilleur jeune | Classement du meilleur jeune | Classement du meilleur jeune | Classement du meilleur jeune | Classement du meilleur jeune |
|                              | Coureur                      | Pays                         | Équipe                       | Temps                        |
| ---------------------------- | ---------------------------- | ---------------------------- | ---------------------------- | ---------------------------- |
| 1er                          | Gianni Moscon                | Italie                       | Sky                          | en 17 h 13 min 57 s          |
| 2e                           | Odd Christian Eiking         | Norvège                      | FDJ                          | + 34 s                       |
| 3e                           | Sebastián Henao              | Colombie                     | Sky                          | + 38 s                       |
| modifier                     |                              |                              |                              |                              |

| Classement par équipes | Classement par équipes | Classement par équipes | Classement par équipes |
|                        | Équipe                 | Pays                   | Temps                  |
| ---------------------- | ---------------------- | ---------------------- | ---------------------- |
| 1re                    | Sky                    | Royaume-Uni            | en 51 h 43 min 27 s    |
| 2e                     | IAM                    | Suisse                 | + 0 s                  |
| 3e                     | BMC Racing             | États-Unis             | + 34 s                 |
| modifier               |                        |                        |                        |

### UCI Europe Tour
Cette Arctic Race of Norway attribue des points pour l'UCI Europe Tour 2016, par équipes seulement aux coureurs des équipes continentales professionnelles et continentales, individuellement à tous les coureurs sauf ceux faisant partie d'une équipe ayant un label WorldTeam.
| Position           | 1er | 2e  | 3e  | 4e  | 5e | 6e | 7e | 8e | 9e | 10e | 11e | 12e | 13e | 14e | 15e | 16e à 30e | 31e à 40e |
| Classement général | 200 | 150 | 125 | 100 | 85 | 70 | 60 | 50 | 40 | 35  | 30  | 25  | 20  | 15  | 10  | 5         | 3         |
| Par étape          | 20  | 10  | 5   |     |    |    |    |    |    |     |     |     |     |     |     |           |           |
| Leader, par étape  | 5   |     |     |     |    |    |    |    |    |     |     |     |     |     |     |           |           |

| Cycliste | Équipe | Général | Étape | Leader | Total |
| -------- | ------ | ------- | ----- | ------ | ----- |

## Évolution des classements
| Étape              | Vainqueur          | Classement général | Classement par points | Classement de la montagne | Classement du meilleur jeune | Classement par équipes | Coureur le plus combatif |
| ------------------ | ------------------ | ------------------ | --------------------- | ------------------------- | ---------------------------- | ---------------------- | ------------------------ |
| 1                  | Alexander Kristoff | Alexander Kristoff | Alexander Kristoff    | Tom Van Asbroeck          | Danny van Poppel             | Sky                    | Andreas Schillinger      |
| 2                  | Danny van Poppel   | Danny van Poppel   | Danny van Poppel      | Kevin Van Melsen          | Danny van Poppel             | Sky                    | Audun Brekke Fløtten     |
| 3                  | Gianni Moscon      | Gianni Moscon      | Danny van Poppel      | Tom Van Asbroeck          | Gianni Moscon                | Sky                    | Leigh Howard             |
| 4                  | John Degenkolb     | Gianni Moscon      | John Degenkolb        | Tom Van Asbroeck          | Gianni Moscon                | Sky                    | Anders Skaarseth         |
| Classements finals | Classements finals | Gianni Moscon      | John Degenkolb        | Tom Van Asbroeck          | Gianni Moscon                | Sky                    | Non décerné              |